# Mr. Vértigo
Mr. Vértigo es una novela de Paul Auster publicada en 1994 donde el autor combina lo fantástico con la cruda realidad de la Gran Depresión de los años 20 y 30 en los Estados Unidos.

## La Trama
Walter Claireborne Rawley, un huérfano de St. Louis que vivía con sus tíos y pasaba sus días por las calles de la ciudad cuando se cruzó en su camino un maravilloso personaje, el Maestro Yehudi.
Tan carismático como misterioso, este hombre le promete que le enseñara a volar

"Yo tenía doce años la primera vez que anduve sobre el agua". Con estas palabras Auster inaugura la obra, una fantasía sin adornos ni aparejos.